# عبد الله بن محمد بن عبد الوهاب
أَبُو سُلَيْمَانَ عَبْدُ اللَّهِ بْنُ مُحَمَّدِ بْنِ عَبْدِ الْوَهَّابِ بْنِ سُلَيْمَانَ التَّمِيمِيُّ النَّجْدِيُّ (1165 – 1242هـ / 1752 – 1826م) فقيه حنبلي.

## نسبه
الإمام عبد الله من أسرة آل الشيخ المشهورة وهم من آل مشرف عشيرة من المعاضيد من فخذ آل زاخر الذين هم بطن من الوهبة من بني حنظلة من قبيلة بني تميم.

## نشأته
ولد ونشأ في الدرعية عام 1165 هـ، وتفقه على يد أبيه وغيره، وبرع في التفسير والعقائد وعلوم العربية.

## أولاده
له ثلاثة من الولد كلهم من أئمة الدعوة وهم: الشيخ سليمان، والشيخ عبد الرحمن، والشيخ علي.

## من مواقفه
مما اشتهر عنه يوم دخول إبراهيم باشا للدرعية وقوفه في أحد أبوابها (باب البجيري)، وقد شهر سيفه وهو يقول «بطن الأرض على عز خير من ظهرها على ذل».

## مؤلفاته
له كتب كثيرة منها:
- جواب أهل السنة النبوية
- الكلمات النافعة في المكفرات الواقعة
- منسك الحج.[5]

## اعتقاله
بعد استيلاء إبراهيم باشا على الدرعية اعتقله وأرسله إلى مصر فتوفي بها في عام 1244 هـ. روى عنه العلامة المحدث محمد عابد السندي في كتابه: «حصر الشارد من أسانيد محمد عابد».

## البارزون من أحفاده
من أحفاده:
- الشيخ صالح بن عبدالحميد بن محمد بن عبدالرحمن

## انظر ايضاً
- عبد اللطيف بن عبد الرحمن بن حسن آل الشيخ
- محمد بن إبراهيم بن عبد اللطيف آل الشيخ

### فهرس المراجع
1. 1 2 3 4 5 6  الزركلي (2002)، ج. 4، ص. 131.
2. 1 2 3  آل الشيخ (1980)، ص. 6.
3. ↑  آل الشيخ (1980)، ص. 5.
4. ↑  أحمد بن عبد الله بن عبد الرحمن بن عبد اللطيف آل الشيخ نقلاً من كتاب دفع الارتياب عن الشيخ سليمان بن عبد الوهاب تأليف الشيخ أحمد بن عبد الرحمن بن رشيد العوين.
5. ↑  "كتب جديدة في الفقه الإسلامي وأصوله (135)". www.alukah.net. 9 أغسطس 2018. مؤرشف من الأصل في 2018-10-12. اطلع عليه بتاريخ 2019-02-08.
6. ↑  أعلامنا في سجل التاريخ الشيخ عبدالله بن الشيخ محمد بن عبدالوهاب، إسماعيل بن سعد بن عتيق، [د.م : د.ن]، مطابع الجزيرة، الرياض، 1987م، ص25.

### بيانات المراجع (مُرتَّبة حسب تاريخ النشر)
عربية
كتب
- خير الدين الزركلي (2002)، الأعلام: قاموس تراجم لأشهر الرجال والنساء من العرب والمستعربين والمستشرقين (ط. 15)، بيروت: دار العلم للملايين، OCLC:1127653771، QID:Q113504685

مجلات
- عبد الرحمن بن عبد اللطيف آل الشيخ (مارس 1980). "الشيخ عبد الله بن شيخ الإسلام محمد بن عبد الوهاب". مجلة الدارة ع. 3. اطلع عليه بتاريخ 2025-01-01.